# Campionati svizzeri di sci alpino 2014
I Campionati svizzeri di sci alpino 2014 si sono svolti a Fiescheralp, Splügen e Veysonnaz dal 20 marzo al 6 aprile. Il programma ha incluso gare di discesa libera, supergigante, slalom gigante, slalom speciale e supercombinata, tutte sia maschili sia femminili.
Oltre agli sciatori svizzeri, hanno potuto concorrere al titolo anche gli sciatori di nazionalità liechtensteinese, mentre gli atleti delle altre federazioni, pur prendendo parte alle competizioni, potevano ottenere solo prestazioni valide ai fini del punteggio FIS.

## Risultati

### Uomini

#### Discesa libera
| Pos. | Atleta                | Nazione  | Tempo   |
| ---- | --------------------- | -------- | ------- |
| 1    | Urs Kryenbühl         | Svizzera | 1:36,02 |
| 2    | Carlo Janka           | Svizzera | 1:36,07 |
| 3    | Patrick Küng          | Svizzera | 1:36,20 |
| 4    | Mauro Caviezel        | Svizzera | 1:36,28 |
| 5    | Sandro Viletta        | Svizzera | 1:36,32 |
| 6    | Fernando Schmed       | Svizzera | 1:36,68 |
| 7    | Bernhard Niederberger | Svizzera | 1:36,98 |
| 8    | Ami Oreiller          | Svizzera | 1:37,12 |
| 9    | Niels Hintermann      | Svizzera | 1:37,15 |
| 10   | Loïc Meillard         | Svizzera | 1:37,25 |

Data: 20 marzo

Località: Fiescheralp

Ore: 

Pista: 

Partenza: 2 640 m s.l.m.

Arrivo: 1 960 m s.l.m.

Dislivello: 680 m

Tracciatore: Simon Rothenbühler

#### Supergigante
| Pos. | Atleta            | Nazione  | Tempo   |
| ---- | ----------------- | -------- | ------- |
| 1    | Mauro Caviezel    | Svizzera | 1:15,01 |
| 2    | Sandro Viletta    | Svizzera | 1:15,21 |
| 3    | Carlo Janka       | Svizzera | 1:15,53 |
| 3    | Fernando Schmed   | Svizzera | 1:15,53 |
| 5    | Thomas Tumler     | Svizzera | 1:15,56 |
| 6    | Didier Défago     | Svizzera | 1:15,69 |
| 7    | Ami Oreiller      | Svizzera | 1:15,72 |
| 8    | Urs Kryenbühl     | Svizzera | 1:15,79 |
| 9    | Silvan Zurbriggen | Svizzera | 1:15,97 |
| 10   | Marc Berthod      | Svizzera | 1:16,03 |

Data: 21 marzo

Località: Fiescheralp

Ore: 

Pista: 

Partenza: 2 640 m s.l.m.

Arrivo: 2 200 m s.l.m.

Dislivello: 440 m

Tracciatore: Franz Heinzer

#### Slalom gigante
| Pos. | Atleta           | Nazione  | Tempo   |
| ---- | ---------------- | -------- | ------- |
| 1    | Thomas Tumler    | Svizzera | 1:57,15 |
| 2    | Roland Leitinger | Austria  | 1:57,34 |
| 3    | Gino Caviezel    | Svizzera | 1:57,36 |
| 4    | Giulio Bosca     | Italia   | 1:57,56 |
| 5    | Carlo Janka      | Svizzera | 1:57,60 |
| 6    | Didier Défago    | Svizzera | 1:57,61 |
| 7    | Reto Schmidiger  | Svizzera | 1:57,72 |
| 8    | Ami Oreiller     | Svizzera | 1:57,74 |
| 9    | Mauro Caviezel   | Svizzera | 1:57,80 |
| 10   | Sandro Boner     | Svizzera | 1:57,86 |

Data: 22 marzo

Località: Fiescheralp

1ª manche:

Ore: 

Pista: 

Partenza: 2 500 m s.l.m.

Arrivo: 2 200 m s.l.m.

Dislivello: 300 m

Tracciatore: Jörg Roten
2ª manche:

Ore: 

Pista: 

Partenza: 2 500 m s.l.m.

Arrivo: 2 200 m s.l.m.

Dislivello: 300 m

Tracciatore: Adi Bellwald

#### Slalom speciale
| Pos. | Atleta                | Nazione  | Tempo   |
| ---- | --------------------- | -------- | ------- |
| 1    | Bernhard Niederberger | Svizzera | 1:55,61 |
| 2    | Marc Gini             | Svizzera | 1:55,88 |
| 3    | Stefan Luitz          | Germania | 1:55,93 |
| 4    | Justin Murisier       | Svizzera | 1:56,12 |
| 5    | Gino Caviezel         | Svizzera | 1:56,14 |
| 6    | Markus Vogel          | Svizzera | 1:56,89 |
| 7    | Dalibor Šamšal        | Croazia  | 1:56,97 |
| 8    | Reto Schmidiger       | Svizzera | 1:57,49 |
| 9    | Simon Steimle         | Svizzera | 1:57,68 |
| 10   | Loïc Meillard         | Svizzera | 1:58,03 |

Data: 6 aprile

Località: Veysonnaz

1ª manche:

Ore: 

Pista: 

Partenza: 2 090 m s.l.m.

Arrivo: 1 890 m s.l.m.

Dislivello: 200 m

Tracciatore: Steve Locher
2ª manche:

Ore: 

Pista: 

Partenza: 2 090 m s.l.m.

Arrivo: 1 890 m s.l.m.

Dislivello: 200 m

Tracciatore: Didier Plaschy

#### Supercombinata
| Pos. | Atleta                | Nazione  | Tempo   |
| ---- | --------------------- | -------- | ------- |
| 1    | Sandro Viletta        | Svizzera | 2:19,22 |
| 2    | Carlo Janka           | Svizzera | 2:19,54 |
| 3    | Bernhard Niederberger | Svizzera | 2:20,38 |
| 4    | Nils Mani             | Svizzera | 2:20,90 |
| 5    | Bruno Steiner         | Svizzera | 2:21,21 |
| 6    | Amaury Genoud         | Svizzera | 2:21,27 |
| 7    | Gian Luca Barandun    | Svizzera | 2:21,44 |
| 7    | Urs Kryenbühl         | Svizzera | 2:21,44 |
| 9    | Fernando Schmed       | Svizzera | 2:21,67 |
| 10   | Jonas Fravi           | Svizzera | 2:21,71 |

Data: 20 marzo

Località: Fiescheralp

1ª manche:

Ore: 

Pista: 

Partenza: 2 640 m s.l.m.

Arrivo: 1 990 m s.l.m.

Dislivello: 650 m

Tracciatore: Simon Rothenbühler
2ª manche:

Ore: 

Pista: 

Partenza: 

Arrivo: 

Dislivello: 

Tracciatore: Jörg Roten

### Donne

#### Discesa libera
| Pos. | Atleta               | Nazione  | Tempo   |
| ---- | -------------------- | -------- | ------- |
| 1    | Corinne Suter        | Svizzera | 1:40,76 |
| 2    | Nadja Kamer          | Svizzera | 1:41,12 |
| 3    | Joana Hählen         | Svizzera | 1:41,13 |
| 4    | Dominique Gisin      | Svizzera | 1:41,28 |
| 5    | Fränzi Aufdenblatten | Svizzera | 1:41,38 |
| 6    | Jasmine Flury        | Svizzera | 1:41,96 |
| 7    | Priska Nufer         | Svizzera | 1:41,97 |
| 8    | Denise Feierabend    | Svizzera | 1:42,57 |
| 9    | Wendy Holdener       | Svizzera | 1:42,63 |
| 10   | Andrea Thürler       | Svizzera | 1:43,09 |

Data: 20 marzo

Località: Fiescheralp

Ore: 

Pista: 

Partenza: 2 640 m s.l.m.

Arrivo: 1 960 m s.l.m.

Dislivello: 680 m

Tracciatore: Simon Rothenbühler

#### Supergigante
| Pos. | Atleta            | Nazione  | Tempo   |
| ---- | ----------------- | -------- | ------- |
| 1    | Nadja Kamer       | Svizzera | 1:19,69 |
| 2    | Joana Hählen      | Svizzera | 1:19,76 |
| 3    | Priska Nufer      | Svizzera | 1:20,21 |
| 4    | Denise Feierabend | Svizzera | 1:20,26 |
| 5    | Wendy Holdener    | Svizzera | 1:20,62 |
| 6    | Corinne Suter     | Svizzera | 1:20,76 |
| 7    | Jasmina Suter     | Svizzera | 1:20,79 |
| 8    | Raphaela Suter    | Svizzera | 1:20,90 |
| 9    | Rahel Kopp        | Svizzera | 1:20,94 |
| 10   | Nathalie Gröbli   | Svizzera | 1:21,38 |

Data: 21 marzo

Località: Fiescheralp

Ore: 

Pista: 

Partenza: 2 640 m s.l.m.

Arrivo: 2 200 m s.l.m.

Dislivello: 440 m

Tracciatore: Franz Heinzer

#### Slalom gigante
| Pos. | Atleta              | Nazione     | Tempo   |
| ---- | ------------------- | ----------- | ------- |
| 1    | Wendy Holdener      | Svizzera    | 2:02,03 |
| 2    | Jasmina Suter       | Svizzera    | 2:02,25 |
| 3    | Simone Wild         | Svizzera    | 2:03,69 |
| 4    | Kateřina Pauláthová | Rep. Ceca   | 2:03,79 |
| 5    | Nathalie Gröbli     | Svizzera    | 2:03,80 |
| 6    | Adriana Jelínková   | Paesi Bassi | 2:03,82 |
| 7    | Fabienne Suter      | Svizzera    | 2:03,99 |
| 8    | Tina Robnik         | Slovenia    | 2:04,18 |
| 9    | Rahel Kopp          | Svizzera    | 2:04,23 |
| 10   | Stephanie Resch     | Austria     | 2:04,31 |

Data: 28 marzo

Località: Splügen

1ª manche:

Ore: 

Pista: 

Partenza: 1 758 m s.l.m.

Arrivo: 1 480 m s.l.m.

Dislivello: 278 m

Tracciatore: Alois Brenn
2ª manche:

Ore: 

Pista: 

Partenza: 1 758 m s.l.m.

Arrivo: 1 480 m s.l.m.

Dislivello: 278 m

Tracciatore: Christian Brill

#### Slalom speciale
| Pos. | Atleta            | Nazione   | Tempo   |
| ---- | ----------------- | --------- | ------- |
| 1    | Wendy Holdener    | Svizzera  | 1:38,03 |
| 2    | Denise Feierabend | Svizzera  | 1:38,10 |
| 3    | Merle Soppela     | Finlandia | 1:38,29 |
| 4    | Rahel Kopp        | Svizzera  | 1:39,87 |
| 5    | Karen Persyn      | Belgio    | 1:39,88 |
| 6    | Nadja Vogel       | Svizzera  | 1:40,05 |
| 7    | Chiara Gmür       | Svizzera  | 1:40,18 |
| 8    | Margaux Givel     | Svizzera  | 1:40,31 |
| 9    | Jasmina Suter     | Svizzera  | 1:40,38 |
| 10   | Elena Gilli       | Svizzera  | 1:41,15 |

Data: 22 marzo

Località: Fiescheralp

1ª manche:

Ore: 

Pista: 

Partenza: 2 385 m s.l.m.

Arrivo: 2 200 m s.l.m.

Dislivello: 185 m

Tracciatore: Denis Wicki
2ª manche:

Ore: 

Pista: 

Partenza: 2 385 m s.l.m.

Arrivo: 2 200 m s.l.m.

Dislivello: 185 m

Tracciatore: Julien Vuignier

#### Supercombinata
| Pos. | Atleta            | Nazione  | Tempo   |
| ---- | ----------------- | -------- | ------- |
| 1    | Wendy Holdener    | Svizzera | 2:25,60 |
| 2    | Denise Feierabend | Svizzera | 2:25,90 |
| 3    | Dominique Gisin   | Svizzera | 2:26,04 |
| 4    | Jasmina Suter     | Svizzera | 2:26,75 |
| 5    | Corinne Suter     | Svizzera | 2:27,56 |
| 6    | Joana Hählen      | Svizzera | 2:27,75 |
| 7    | Nadja Kamer       | Svizzera | 2:27,83 |
| 8    | Jasmina Suter     | Svizzera | 2:28,00 |
| 9    | Nathalie Gröbli   | Svizzera | 2:29,46 |
| 10   | Andrea Thürler    | Svizzera | 2:29,70 |

Data: 19 marzo

Località: Fiescheralp

1ª manche:

Ore: 

Pista: 

Partenza: 2 640 m s.l.m.

Arrivo: 1 990 m s.l.m.

Dislivello: 650 m

Tracciatore: Simon Rothenbühler
2ª manche:

Ore: 

Pista: 

Partenza: 

Arrivo: 

Dislivello: 

Tracciatore: Jörg Roten